# 碑林区
碑林区（ひりん-く）は、中華人民共和国陝西省西安市に位置する市轄区。有名な碑林（昔の石碑が集められている所）があるので名付けられていて、また小雁塔もここにある。

## 行政区画
- 街道:南院門街道、柏樹林街道、長楽坊街道、東関南街街道、太乙路街道、文芸路街道、長安路街道、張家村街道